# ریو هاردی
ریو هاردی (انگلیسی: Rio Hardy؛ زادهٔ ۲۹ ژوئن ۱۹۹۶) بازیکن فوتبال اهل انگلستان است که در پست هافبک یا مهاجم برای رنجرز بازی می‌کند.
هاردی در وورکینگتون، انگلستان بزرگ شد و در مدرسه استینبرن تحصیل کرد.